# Brigada HVO Kotromanić
Brigada HVO Kotromanović je bila brigada Hrvatskog vijeća obrane tijekom rata i poslijeraća u Bosni i Hercegovini. Sjedište je bilo u Kaknju. Brigada je bila pod nadležnošću ZP Vitez. 102 pripadnika brigade poginuli su u obrani domovine, pokušavajući najprije od daleko brojnije tzv. Armije BiH ojačane dobrovoljcima iz islamskih zemalja obraniti svoje obitelji i domove, a potom sudjelujući u obrani drugih krajeva BiH.

## Vanjske poveznice
- YouTube Ratnici svjetla - Brigada Kotromanić - Kraljeva Sutjeska - Kakanj